# Арианство
Арианството е антитринитарен възглед, поддържан от последователите на Арий. Арианите отричат, че Иисус Христос и Бог Отец имат една и съща фундаментална природа, разглеждайки Сина като създадено същество, по-нисше от Отца. Арианството се разпространява бързо и за известен период става преобладаващият възглед сред християните. Първият никейски събор (325) след много спорове осъжда арианството и го обявява за ерес.
Основните положения в учението, защитавано от Арий, са следните:
1. Словото (Логос) и Бог (Отец) не са единосъщни;
2. Синът (Словото) е първото и съвършено създание или творение Божие;
3. Световете („вековете“) са били създадени чрез Него, така че Той е съществувал преди всички векове; но най-напред, преди Бог Отец да Го сътвори, Синът не е съществувал.

Редица германски племена приемат арианството, а не православното християнско учение. Първи в това отношение са вестготите. Те приемат християнството от Урфила, който от своя страна е приятел на Евсевий Никомидийски и, тъй като Евсевий споделя в ранен етап от живота си арианските възгледи, то той ги предава и на Урфила.
Повлиян от Арий в един етап от живота си е също и Евсевий, човекът от когото е приел кръщение самият император Константин I Велики.
От вестготите арианските възгледи се разпространяват и сред други германски племена. Някъде през VI век тези племена окончателно приемат „правоверното“ християнство. Например през 589 г. вестготският крал Рекаред I обявява на третия събор в Толедо, че приема католическата вероизповед.